# Angelique Pettyjohn
Angelique Pettyjohn (* 11. März 1943 in Los Angeles, Kalifornien als Dorothy Lee Perrins; † 14. Februar 1992 in Las Vegas, Nevada) war eine US-amerikanische Schauspielerin, Pornodarstellerin und Burlesque-Königin.

## Leben
Pettyjohn wurde in Los Angeles geboren und wuchs in Salt Lake City, Utah auf. Ihr Filmdebüt erlebte sie an der Seite von Don Murray und Linda Evans in dem Drama Childish Things, das bereits 1966 fertiggestellt, aber erst 1969 unter dem Titel Confessions of Tom Harris veröffentlicht wurde. 1967 spielte sie, zum Teil nur unter ihrem Vornamen Angelique, einige kleine Rollen in Fernsehserien, wie etwa den männlichen Charlie Watkins in Mini-Max, der als schönes Zigarettenmädchen verkleidet Maxwell Smart, gespielt von Don Adams, unterstützt. Im selben Jahr spielte sie ebenfalls nur unter ihrem Vornamen kleine Rollen in dem Horrorthriller The Touch of Her Flesh und dem Drama Pornospiele mit Stock und Peitsche. Erst ab Ende des Jahres, mit ihrem Auftritt als Gloria in Arthur H. Nadels Elvis-Presley-Film Nur nicht Millionär sein, wurde sie als Angelique Pettyjohn bekannt. 1968 sprach sie für die Rolle der Nova in Planet der Affen vor (Linda Harrison bekam den Job) und gewann dann die Rolle der Shahna in der Folge Meister der Sklaven der Serie Raumschiff Enterprise. Ein Jahr später verkörperte sie die Sheila Willard in dem Kult-Horrorfilm Mad Doctor of Blood Island, die Cherry in dem Bikerfilm Die wilden Schläger von Rockers Town und das Saloongirl Emily in Pulver und Blei.
In den 1970er Jahren war sie unter anderem als Susan Rome in dem Science-Fiction-Exploitationfilm Pornographische Aufnahmen (1970), als Miss Honeysuckle in Up Your Teddy Bear (1970) und als Bonnie in Wit’s End (1971) zu sehen. Ebenfalls trat sie als Burlesque Star in Las Vegas in Erscheinung und wurde von Robert Scott Hooper für die Februarausgabe des 1979er Playboys abgelichtet. Hooper fotografierte die auf Star Trek Conventions bekannte Pettyjohn auch für zwei Plakate in ihrem Kostüm aus der Folge Meister der Sklaven, einmal bedeckt und einmal für Volljährige.
In den frühen 1980er Jahren zeigte sie sich in den Hardcore-Pornofilmen Titillation (1982), Stalag 69 (1982) und Body Talk (1984), wobei sie wie früher nur unter ihrem Vornamen oder den Pseudonymen Angel St. John und Heaven St. John auftrat. Zudem spielte sie eine strippende Nonne in der Komödie Good-bye Cruel World (1983), Whiplash in Drei Engel auf der Todesinsel (1984), in Repo Man (1984), als Lisa Martyn in Biohazard (1985) und 1988 die Dora Belair in Mike Jittlovs Magic Movie.
Am 14. Februar 1992 starb Pettyjohn im Alter von 48 Jahren an Gebärmutterhalskrebs in Las Vegas.

## Filmografie (Auswahl)
- 1967: The Green Hornet (Fernsehserie, eine Folge)
- 1967: Immer wenn er Pillen nahm (Mr. Terrific) (Fernsehserie, eine Folge)
- 1967: Gefährlicher Alltag (The Felony Squad) (Fernsehserie, eine Folge)
- 1967: Batman (Fernsehserie, eine Folge)
- 1967: Dancer für U.N.C.L.E. (The Girl from U.N.C.L.E.) (Fernsehserie, eine Folge)
- 1967: Mini-Max (Get Smart) (Fernsehserie, 2 Folgen)
- 1967: The Touch of Her Flesh
- 1967: Pornospiele mit Stock und Peitsche (The Love Rebellion)
- 1967: Nur nicht Millionär sein (Clambake)
- 1968: Raumschiff Enterprise (Star Trek) (Fernsehserie, Folge 2x16: Meister der Sklaven)
- 1968: Good Morning, World (Fernsehserie, eine Folge)
- 1969: Childish Things
- 1969: Mad Doctor of Blood Island
- 1969: Die wilden Schläger von Rockers Town (Hell’s Belles)
- 1969: Pulver und Blei (Heaven with a Gun)
- 1969: Bracken’s World (Fernsehserie, 2 Folgen)
- 1970: Tell Me That You Love Me, Junie Moon
- 1970: Pornographische Aufnahmen (The Curious Female)
- 1970: Up Your Teddy Bear
- 1971: Wit’s End
- 1982: Titillation
- 1982: Stalag 69
- 1983: Good-bye Cruel World
- 1984: Body Talk
- 1984: Repoman (Repo Man)
- 1985: Drei Engel auf der Todesinsel (The Lost Empire)
- 1985: Takin’ It Off
- 1985: Monster aus der Galaxis (Biohazard)
- 1988: Magic Movie (The Wizard of Speed and Time)